# Grigg Peak
Der Grigg Peak ist ein 2130 m hoher Berg in den Admiralitätsbergen im ostantarktischen Viktorialand. Er ragt 11 km westlich des Nordendes der Lyttelton Range auf.
Das Advisory Committee on Antarctic Names benannte den Berg 1970 nach dem US-amerikanischen Biologen Gordon C. Grigg, der für das United States Antarctic Research Program zwischen 1967 und 1968 auf der McMurdo-Station tätig war.